# 何彬
何彬（1932年3月—），男，山东滨州人，中华人民共和国政治人物，曾任广西壮族自治区人大常委会副主任。